# Macrosaces
Macrosaces is een geslacht van vlinders van de familie sikkelmotten (Oecophoridae), uit de onderfamilie Oecophorinae.

## Soorten
- M. citrodesma Meyrick, 1911
- M. thermopa Meyrick, 1905